# Владимир Дьомин
Владимир Дьомин е бивш съветски футболист, крило.

## Кариера
Започва кариерата си в Спартак. През 1939 става шампион на страната. През 1944 преминава в ЦДКА. Става част от знаменития „Отбор на лейтенантите“, спечелил 5 титли и 3 купи на СССР. Заедно с Алексей Гринин, Валентин Николаев, Григорий Федотов и Всеволод Бобров създават атомно нападение, като Владимир основно допринася с асистенции, но вкарва и немалко попадения. След разформироването на ЦДСА през 1952, както и много други футболисти, Дьомин отива в МВО Москва. През 1954 се завръща в ЦДСА като капитан, но изиграва само 4 срещи.
След края на кариерата си заболява от туберкулоза и през 1966 умира в Москва.